# Ciclismo nos Jogos Olímpicos de Verão de 2008 - Estrada contra o relógio feminino
A prova de Estrada contra o relógio feminina do ciclismo nos Jogos Olímpicos de Verão de 2008 foi disputada em 13 de agosto de 2008. 25 ciclistas percorreram uma distância de 23,5 km.

## Calendário
Horário de Pequim (UTC+8)
| Dia                                | Hora        |
| ---------------------------------- | ----------- |
| Quarta-feira, 13 de agosto de 2008 | 11:30-13:00 |

## Medalhistas
| Ouro   | USA Kristin Armstrong |
| Prata  | GBR Emma Pooley       |
| Bronze | SUI Karin Thürig      |

## Classificação
| Pos. | Atleta                         | Tempo   |
| ---- | ------------------------------ | ------- |
|      | USA Kristin Armstrong          | 34′ 51″ |
|      | GBR Emma Pooley                | 35′ 16″ |
|      | SUI Karin Thürig               | 35′ 50″ |
| 4    | FRA Jeannie Longo-Ciprelli     | 35′ 52″ |
| 5    | USA Christine Thorburn         | 35′ 54″ |
| 6    | GER Judith Arndt               | 35′ 59″ |
| 7    | AUT Christiane Soeder          | 36′ 20″ |
| 8    | SUI Priska Doppmann            | 36′ 27″ |
| 9    | KAZ Zulfiya Zabirova           | 36′ 29″ |
| 10   | SWE Susanne Ljungskog          | 36′ 33″ |
| 11   | GER Hanka Kupfernagel          | 36′ 35″ |
| 12   | ITA Tatiana Guderzo            | 36′ 37″ |
| 13   | DEN Linda Villumsen            | 36′ 50″ |
| 14   | NED Marianne Vos               | 36′ 58″ |
| 15   | GBR Nicole Cooke               | 37′ 14″ |
| 16   | RUS Natalia Boyarskaya         | 37′ 14″ |
| 17   | CHN Gao Min                    | 37′ 15″ |
| 18   | NED Mirjam Melchers-van Poppel | 37′ 51″ |
| 19   | ESP Marta Vilajosana           | 37′ 54″ |
| 20   | FRA Maryline Salvetat          | 38′ 09″ |
| 21   | SWE Emma Johansson             | 38′ 28″ |
| 22   | AUS Oenone Wood                | 38′ 53″ |
| 23   | LTU Edita Pučinskaitė          | 38′ 55″ |
| 24   | CAN Alexandra Wrubleski        | 39′ 15″ |
| 25   | CHN Meng Lang                  | 40′ 51″ |